# Station Łagów
Station Łagów is een spoorwegstation in de Poolse plaats Łagów.